# Onoufriïvka
Onoufriïvka (ukrainien : Онуфріївка, russe : Онуфриевка) est une commune urbaine de l'oblast de Kirovohrad, en Ukraine. Elle compte 3 763 habitants en 2021. 3600 habitants.